# ويليام إتش وارنر
ويليام إتش وارنر (بالإنجليزية: William H. Warner)‏ هو مستكشف أمريكي، ولد في 8 مايو 1812 في مقاطعة كولومبيا في الولايات المتحدة، وتوفي في 26 سبتمبر 1849.